# Goolwa
Goolwa (6 500 habitants) est une ville d'Australie-Méridionale située près de l'embouchure du Murray à environ 100 km au sud d'Adélaïde, la capitale de l'État. La ville est reliée à l'île Hindmarsh, la principale ile de l'embouchure du Murray par un pont.

## Histoire
Le nom de la ville est d'origine aborigène et signifie le coude en Ngarrindjeri.
Avant 1837, il fut envisagé de faire de la ville la capitale de la colonie mais le débit capricieux et dangereux du fleuve rendait impossible l'installation d'un grand port maritime à cet endroit. Goolwa fut cependant le premier port fluvial du pays quand fut construite la première voie de chemin de fer qui relia Goolwa à Port Elliot puis à Victor Harbor, voie qui permettait aux marchandises d'entrer à l'intérieur des terres sans avoir à passer par l'embouchure du Murray. Puis le développement du transport ferroviaire à l'intérieur du pays mit progressivement fin au transport fluvial et au rôle portuaire de la ville. En 1970 fut construit un bateau à aubes, le Murray River Queen qui fit des croisières pendant de nombreuses années sur le fleuve. À l'heure actuelle ce bateau sert d'hôtel flottant à Waikerie.

## Personnalité
- David Lindsay (1856-1922), explorateur, y est né.